# 39P/Oterma
Komet Oterma  (uradna oznaka je 39P/Oterma ) je periodični komet z obhodno dobo okoli 19,4 let. Pripada  Hironovi družini kometov.

## Odkritje
Komet je odkrila 8. aprila 1943 finska astronomka Liisi Oterma (1915–2001) na Univerzitetnem observatoriju v mestu Turku na Finskem.

## Lastnosti
Komet Otermo je Jupiter začasno zajel kot satelit (temporary satellite capture ali TSC) v letih od 1936 do 1938. To vrsto kometov imenujemo “kvazi Hildški kometi” (quasi-Hilda comet ali QHC). Komet je zelo kratek čas letel skozi področje blizu Jupitru, pri tem pa ni opravil polnega obhoda okoli planeta 
Komet Oterma je kazal komo vse od odkritja v letu 1943, ko je imel perihelij na razdalji 3,4 a.e. , do leta 1963, ko je na njegovo tirnico Jupiter toliko vplival, da je komet dobil tirnico kentavra 
in je postala razdalja odsončja okoli 5,4 a.e. 
V letu 2195 bo imel komet odsončje (perihelij) na razdalji 6 a.e. .